# Calamagrostis chaseae
Calamagrostis chaseae är en gräsart som beskrevs av Luces. Calamagrostis chaseae ingår i släktet rör, och familjen gräs.
Artens utbredningsområde är Venezuela. Inga underarter finns listade i Catalogue of Life.